# Geek
Geek är ett engelskt ord för en typ av personlighet eller stereotyp.

## Termen geek
Ordet "geek" och "nörd" används ofta felaktigen som om de hade samma betydelse, men det har dom inte. En geek är en person som är extremt entusiastisk, har stor passion och brinnande intresse av ett visst ämne eller inom ett visst område. En geek besitter ofta souvenirer och minnessaker länkade till sitt intresseområde. Geeks är ofta snabba på att veta det absolut senaste inom sina intresseområden. En geek är inte lika hämmad i sociala sammanhang som en nörd kan vara, tvärtom är det många geeks som trivs på större arrangemang som t.ex konvent för sitt intresseområde. 

## Geek i populärkultur
Geeken förekommer ofta i amerikanska filmer och TV-serier där den klassiska, typiska geeken ofta avbildas som en person med högt IQ och som har mycket specialfokuserade intressen. Geeken är vanligtvis mycket osäker, okunnig eller saknar intresse om det motsatta könet. Detta stämmer idag inte alltid överens med en geek. Geeks kan vara mycket sociala och ibland högt eftertraktade av andra.  